# Rudolf Kjellén
Rudolf Kjellén (Torsö, 30 agosto 1864 – Uppsala, 9 agosto 1922) è stato un geografo svedese, considerato il padre della geopolitica.

## Biografia
Dopo avere insegnato per alcuni anni geografia, divenne professore di scienza dello stato e statistica all'Università di Göteborg (1901-16) e poi a quella di Uppsala. È considerato l'ispiratore di Karl Haushofer e degli altri geopolitici tedeschi, che di fatto presero le mosse dalle idee espresse da Kjellén nei volumi Samtidens stormakter (Le grandi potenze di oggi, 1914) e Staten som lifsform (Lo Stato come forma di vita, 1916); quest'ultimo avrebbe dovuto costituire, nelle intenzioni dell'autore, la prima parte di una vasta opera di scienza politica fondata sulla concezione dello stato come ente giuridico e territoriale insieme, caratterizzato, al pari degli organismi biologici, da un ciclo vitale e da tendenze di sviluppo.
Fu deputato della Seconda Camera del Riksdag dal 1905 al 1908 e della Prima Camera dal 1911 al 1917.